# 格拉巴爾卡河 (魯達河支流)
格拉巴爾卡河（烏克蘭語：Грабарка），是烏克蘭的河流，位於該國西部，屬於魯達河的左支流，發源自特拉夫涅韋以南，流經赫梅利尼茨基州，河道全長15公里，流域面積61.5平方公里。